# ATC code S02
ATC code S02 گوش و ضمائم زیرگروهی درمانی از سیستم طبقه‌بندی شیمیایی درمانی آناتومیک است. این سیستمِ متشکل از کدهای حرفی‌عددی را سازمان جهانی بهداشت برای طبقه‌بندی داروها و سایر تولیدات پزشکی ایجاد کرده است. زیرگروه S02 جزوی از گروه آناتومیک S دستگاه حسی است.

کدهای مورد استفاده در دامپزشکی (کدهای ATCvet) را می‌توان با گذاشتن حرف Q جلو کدهای انسانی ATC ایجاد کرد: مثلاً QS02. کدهای ATCvet که فاقد کدهای انسانی متناظر ATC هستند، در فهرست ذیل با حرف آغازین Q ذکر شده‌اند.
ممکن است نسخه‌های ملی از طبقه‌بندی ATC حاوی کدهای اضافه‌ای باشند که در این فهرست (نسخهٔ سازمان جهانی بهداشت) نیامده باشند.

## S02A Anti-infectives

### S02AA Anti-infectives
S02AA01 کلرامفنیکل
S02AA02 نیتروفورازون
S02AA03 بوریک اسید
S02AA04 Aluminium acetotartrate
S02AA05 Clioquinol
S02AA06 هیدروژن پراکسید
S02AA07 نئومایسین
S02AA08 تتراسایکلین
S02AA09 کلرهگزیدین
S02AA10 استیک اسید
S02AA11 Polymyxin B
S02AA12 ریفامایسین
S02AA13 میکونازول
S02AA14 جنتامایسین
S02AA15 سیپروفلوکساسین
S02AA16 افلوکساسین
S02AA30 Antiinfectives, combinations
QS02AA57 Neomycin, combinations

## S02Bکورتیکواستروئیدs

### S02BA Corticosteroids
S02BA01 هیدروکورتیزون
S02BA03 پردنیزولون
S02BA06 دگزامتازون
S02BA07 بتامتازون
S02BA08 فلوئوسینولون

## S02C Corticosteroids and anti-infectives in combination

### S02CA Corticosteroids and anti-infectives in combination
S02CA01 Prednisolone and antiinfectives
S02CA02 فلومتازون and antiinfectives
S02CA03 Hydrocortisone and antiinfectives
S02CA04 تریامسینولون and antiinfectives
S02CA05 Fluocinolone acetonide and antiinfectives
S02CA06 Dexamethasone and antiinfectives
S02CA07 فلودروکورتیزون and antiinfectives
QS02CA90 Betamethasone and antiinfectives
QS02CA91 Mometasone and antiinfectives

## S02D Other otologicals

### S02DA Analgesics and anesthetics
S02DA01 لیدوکائین
S02DA02 کوکائین
S02DA03 Phenazone
S02DA04 Cinchocaine
S02DA30 Combinations

## QS02Q Antiparasitics

### QS02QA Antiparasitics
QS02QA01 گامابنزن هگزاکلراید
QS02QA02 Sulfiram
QS02QA03 ایفرمکتین
QS02QA51 Lindane, combinations